# Entitats de Bòsnia i Hercegovina
Dels diferents nivells d'estructuració política en què està organitzada Bòsnia i Hercegovina, el principal és la divisió del país en dues entitats: la Federació de Bòsnia i Hercegovina i la República Sèrbia. També cal tenir present el districte de Brčko.
| Divisió Administrativa de Bòsnia i Hercegovina |                                   |                                   |                                 |                                           |            |                  |                       |
| Bandera                                        | Escut                             | Entitat                           | Nom Local                       | Capital                                   | Àrea       | Població         | Llengua oficial       |
| Federació de Bòsnia i Hercegovina              | Federació de Bòsnia i Hercegovina | Federació de Bòsnia i Hercegovina | Federacija Bosne i Hercegovine  | Sarajevo                                  | 26.110 km² | 2.849.306 (2007) | Bosnià, Croat i Serbi |
| República Srpska                               |                                   | República Sèrbia                  | Република Српска                | Sarajevo (oficial), Banja Luka (de facto) | 24.526 km² | 1.439.673 (2007) | Serbi, Bosnià i Croat |
| Bòsnia i Herzegovina                           | Escut                             | Districte de Brčko                | Brčko distrikt / Брчко дистрикт | Brčko                                     | 493 km²    | 78.863 (2006)    | Bosnià, Croat i Serbi |

La formació d'aquestes dues entitats respon al que es recull als Acords de Dayton, que se signaren el 1995 per acabar amb la guerra de Bòsnia.
Més tard, l'any 2000 es va crear el districte de Brčko, que té parts de territori tant en la Federació com en la República. És per això que Brčko pertany oficialment a ambdues entitats, encara que en realitat es governa autònomament.
Cadascuna d'aquestes entitats està subdividida: la Federació de Bòsnia i Hercegovina, en cantons; la República Sèrbia en regions.

## Organització territorial de la Federació de Bòsnia i Hercegovina
Si es vol més informació de la divisió política de la Federació de Bòsnia i Hercegovina es pot consultar:
- Cantons de la Federació de Bòsnia i Hercegovina

## Organització territorial de la República Sèrbia
Si es vol més informació de la divisió política de la República Sèrbia es pot consultar:
- Regions de la República Sèrbia